# Kebaja

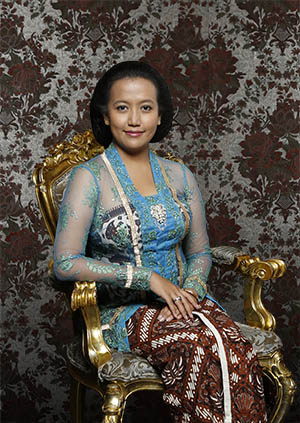
De klassieke Javaanse kebaja, gedragen over een om het lichaam gewikkelde batik doek, hier gedragen door Gusti Kanjeng Ratu Hayu, prinses van het sultanaat Yogyakarta

Een kebaja is een traditioneel kledingstuk uit Indonesië. De kebaja is een blouse-jurk en wordt gedragen door vrouwen.
De traditionele blouse-jurk combinatie is in de 15e eeuw is ontstaan vanuit het hof van het Indonesisch Koninkrijk van Majapahit. De kebaja was bedoeld als alternatief voor de kemban van aristocratische vrouwen, om wat bescheidener en toegankelijker over te komen. De kebaja wordt gedragen bij officiële gelegenheden, en in het algemeen als men goed gekleed wenst te zijn. De kebaja wordt ook buiten Indonesië gebruikt, zoals in Maleisië, Singapore, Brunei, Zuid-Thailand, Cambodja en het zuidelijke deel van de Filipijnen.
Het kledingstuk is gemaakt van materiaal als zijde, dunne katoen of semi-transparante nylon of polyester, versierd met brokaat of een bloemmotief borduurwerk, en heeft lange mouwen. Een kebaja wordt meestal gedragen over een sarong of een batik lange doek die om de taille is gewikkeld, of met een ander traditioneel geweven kledingstuk zoals ikat of songket met een kleurrijk motief.
De kebaja behoort tot de nationale klederdracht van Indonesië, waar het vooral in gebruik is op Java, de Soenda-eilanden en Bali. 